# Curva del gran Gatsby
La curva del gran Gatsby es un gráfico que representa la relación (positiva o directa) entre la desigualdad económica y la inmovilidad social intergeneracional en varios países de todo el mundo.

## Utilización del conceptoCurva del gran Gatsby
La curva se introdujo en 2012, en un discurso del entonces presidente del Consejo de Asesores Económicos Alan B. Krueger, y el Informe Económico del Presidente del Congreso, con datos del economista canadiense Miles Corak especialista en economía del trabajo, desigualdad, pobreza y movilidad social intergeneracional. 
La curva muestra la «elasticidad de ingreso intergeneracional», es decir, la probabilidad de que alguien herede la posición relativa de sus padres dependiendo del nivel de ingresos y el grado de desigualdad. El estudios se hizo en los Estados Unidos y otros doce países desarrollados, aunque algunas versiones de la curva incluyen también a los países en desarrollo. Los países con bajos niveles de desigualdad, tales como Dinamarca, Noruega y Finlandia tienen algunas de las curvas de mayor movilidad, mientras que los dos países con el más alto nivel de desigualdad, Chile y Brasil, tienen la movilidad más baja.
El nombre de la curva se refiere, con cierta ironía, a Jay Gatsby (nacido Gatz), el personaje de F. Scott Fitzgerald de su novela El gran Gatsby. Jay muestra un alto grado de movilidad, pasando de ser un contrabandista, que conduce a la isla del norte, a ser un líder de la sociedad de la costa norte de Long Island.

## Críticas y opiniones
El periodista Robert Lenzner lo llama «una curva muy alarmante que requiere atención de la política». Krueger predijo que «la persistencia de las ventajas y desventajas de los ingresos pasa de los padres a los hijos» se «aumente en alrededor de un cuarto para la próxima generación como consecuencia del aumento de la desigualdad que se ha visto en los últimos 25 años en los EE.UU.».
Por el contrario, el economista de Harvard Gregory Mankiw observó que «esta correlación no es particularmente sorprendente», que muestra que las comparaciones de grupos más diversos (como los EE. UU.) con menos diversos grupos (como la población de Dinamarca) se exhiben automáticamente este fenómeno, incluso cuando no están y de hecho no hay diferencias en los procesos de movilidad entre estos grupos, es decir, la curva es un artefacto de la diversidad.
El periodista Timothy Noah, argumentó los resultados de los efectos de la creciente desigualdad:

...no se puede experimentar de verdad la creciente desigualdad de ingresos sin experimentar una disminución de movilidad ascendente a la Horatio Alger, porque (para usar una metáfora empleada con frecuencia) es más difícil que subir una escalera cuando los peldaños están más separados.

Otro periodista argumenta que hay una conexión entre la desigualdad de ingresos y la escasa movilidad, esto podría explicarse por la falta de acceso de los niños no-ricos a las escuelas mejores (más caras) y si este acceso habilitado a puestos de trabajo bien remunerados, o las diferencias en la atención de la salud que puede limitar la educación y el empleo.
Sin embargo, la conexión aparente puede surgir como un artefacto de la varianza heterogénea en la capacidad a través de naciones, cuestionando la necesidad de la intervención. Por lo tanto:

Los alemanes son más ricos que el promedio de los griegos, y que esta diferencia en los ingresos tiende a persistir, de generación en generación. Cuando la gente ve la curva gran Gatsby, que omiten este hecho, porque la nación es la unidad de análisis. Pero no es evidente que las divisiones políticas que dividen a la gente son los más adecuados para el análisis económico. Combinamos la persistencia rica Connecticut con la persistente mala Mississippi, ¿por qué no combinamos Alemania con Grecia?